# TVE HD
TVE HD va ser un canal de televisió en alta definició de Televisió Espanyola, que emetia a través de la televisió digital terrestre. El canal començà les emissions el 6 d'agost de 2008 i va emetre a Digital + durant un mes. Més tard, el 17 de juny de 2009, el canal torna a emetre, en proves, des de Barcelona, amb l'objectiu d'aconseguir augmentar la seva àrea d'emissió fins a la totalitat de l'Estat després de l'apagada analògica del 2010. Va ser apagat el 31 de desembre de 2013.

## Història
Les primeres emissions de TVE HD es van produir durant la celebració dels Jocs Olímpics de Pequín de 2008, el 6 d'agost de 2008, tot i que només hi van poder accedir els abonats a la plataforma de pagament Digital +, on va substituir, de manera temporal, les emissions de Canal + HD.
Després de la cita olímpica, TVE HD va suspendre les seves emissions, concretament el 29 d'agost de 2008. No obstant això, i des del 17 de juny de 2009, TVE HD torna a emetre, tot i que en període de proves limitades, va enviar la imatge des del Centre de Producció de Programes de TVE Catalunya a Sant Cugat del Vallès, cap a l'àrea metropolitana de Valladolid. Les emissions de TVE HD es podien veure a través del múltiplex 32, a l'espera de ser assignades les noves freqüències a Veo TV i Net TV, ja que actualment emeten en l'adjudicat per a TVE. D'aquesta forma, el mux 66 va acollir aquest canal, juntament amb Teledeporte i Cultural·es, a nivell nacional, després de l'apagada analògica de l'abril de 2010. El 2010, TVE HD havia expandit progressivament la seva cobertura a altres ciutats espanyoles com La Corunya i Saragossa des dels centres emissors d'Ares i La Muela, i més tard a l'any a Sevilla i Madrid.
El 28 de desembre de 2013, RTVE va anunciar per la fi de l'any el cessament de les emissions de TVE HD que va ser reemplaçat per la La 1. Les freqüències usades per la televisió digital terrestre seran usades per a les xarxes de telefonia mòbil.